# Maïté
Maïté   (Arrion, 2 de juny de 1938 - Arrion, 21 de desembre de 2024) va ser una restauradora i escriptora francesa que va dirigir programes gastronòmics a France 3, inclòs La Cuisine des Mousquetaires amb Micheline Banzet-Lawton, del 1983 al 1997, i À table, del 1997 al 1999.

## Biografia
Originària d’Arrion, Maïté va treballar com a minyona, i després i durant vint-i-dos anys d'anunciadora a l'SNCF on s'encarrega d'avisar, mitjançant una trompeta, els ferrocarrils abans que arribés un tren a l'estació, als departaments de Landes i Pirineus Atlàntics.
L'any 1983, Maïté va ser descoberta pel director Patrice Bellot durant un reportatge sobre l'equip de rugbi d’Arrion, on acostumava a cuinar per als jugadors. Poc després, va començar a presentar l'espectacle culinari La Cuisine des Mousquetaires amb Micheline Banzet-Lawton.
Les diferents intervencions televisives de Maïté van donar lloc a moments de culte, en particular el seu tast molt sensual d’hortolà el 1984 o fins i tot una recepta durant la qual un l'anguila, una mica recalcitrant, s'havia de mostrar amb l’ajuda d’un piló de morter l'any 1992.
Durant la seva carrera als mitjans, Maïté també va ser presentadora a Sud Radio i va aparèixer regularment en altres espectacles, documentals i ficció. Es pot veure notablement en dos episodis del programa C'est pas Sorcerer, tots dos titulats Le cepe à Sorcerer i emesos el 1997 i el 2005. Presta la seva imatge a diverses marques en clips publicitaris, per al lleixiu Bonux, on la seva intervenció està marcada per una rèplica que s'ha convertit en culte —«Aquí no diu pas becada!» —, les conserves William Saurin o el formatge Le Rondelé.
El periodista Stéphane Davet veu en l'arribada televisiva de Maïté la prefiguració d'una rehabilitació de la cuina senzilla, local i de proximitat, que posteriorment es plasma en l'auge de la bistronomia i l'èxit mediàtic de Jean-Pierre Coffe, Jean-Luc Petitrenaud, Julie Andrieu o Mory Sacko.
L'any 1988, Maïté va obrir el seu primer restaurant a Arrion, on també es feien les gravacions dels seus espectacles. Acabarà tancant aquest primer establiment abans d'obrir un altre a la mateixa ciutat, Chez Maïté, que es liquidarà l’abril de 2015.
El 1995 va protagonitzar la comèdia Le Fabuleux Destin de madame Petlet, dirigida per Camille de Casabianca, que va ser elogiada per la crítica i va rebre una menció especial per la seva actuació a la XVI edició de la Mostra de València.Va publicar una sèrie de llibres, VHS i DVD que giren al voltant de la cuina.
El 1959 es va casar amb Jean-Pierre Ordonez, conegut com a “Pierrot” (1936-2020). El seu únic fill, Serge, va morir el 2013 com a conseqüència d'un càncer. Té dues nétes, Perrine (nascuda l'any 2000) i Camille (nascuda l'any 2001). Camille va participar en l'emissió Objectif Top Chef el 2018.

## Carrera audiovisual

### A la televisió
- 1983-1997 : La Cuisine des mousquetaires de FR3 Aquitaine (1983-1991), FR3 (1991-1992) després France 3[4] (1992-1997) : coanimadora amb Micheline Banzet-Lawton
- 1997-1999 : À table de France 3 : animadora
- 1997 : C'est pas sorcier : apareix a l’emissió de Le cèpe à sorcier
- 2003 : Nice People de TF1 : participant
- 2004 : Ma nounou est une célébrité de M6 : participant[23]

### A la ràdio
- 1997-1998 : Les recettes de Maïté,[24] animadora per Sud Radio

## Filmografia

### Cinema
- 1995 : Le Fabuleux Destin de madame Petlet de Camille de Casabianca : Janine Petlet, la mainadera
- 1998 : Que la lumière soit !, d'Alex Joffé : Dieu l'infrrmrts
- 2008 : Mia et le Migou, pel·lícula d'animació de Jacques-Rémy Girerd : veu

### Televisió
- 1995 : Van Loc : un grand flic de Marseille - episodi Victoire aux poings : Emma Briant
- 2000 : Kitchendales de Chantal Lauby : ella mateixa
- 2001 : Victor, maître de chantier : La Baie de l'archange, telefilm de David Delrieux : Mama Saucia
- 2005 : L'Homme qui voulait passer à la télé, telefilm d’Amar Arhab i Fabrice Michelin : Geneviève
- 2007 : À table avec les politiques, documental de Frédéric Lepage : intervinent[25]

## Als mitjans
- Les Nous Ç Nous va escriure diversos esbossos parodiant els seus espectacles, com ara La Cuisine des moustiquaires i Urgence: Maïté et Micheline amb Éric Massot en el paper de Micheline i Éric Collado en el paper de Maïté, parodiant alhora Emergències.
- Les Minikeums la representava en forma de titella, Mamikette.